# ريكاردو سيلفا (لاعب كرة قدم أمريكية)
ريكاردو سيلفا (بالإنجليزية: Ricardo Silva)‏ هو لاعب كرة قدم أمريكية أمريكي، ولد في 9 مايو 1988 في بالتيمور في الولايات المتحدة.

## وصلات خارجية
- ريكاردو سيلفا على موقع مرجع كرة القدم المحترفة.كوم (الإنجليزية)